# Схованка біля Червоних каменів
«Схованка біля Червоних каменів» (рос. «Тайник у Красных камней») — радянський чотирисерійний телевізійний фільм 1972 року режисера Григорія Кохана. Виробництво кіностудії імені Олександра Довженка. Прем'єра відбулась 19 березня 1973 року.

## Синопсис
Агент іноземної розвідки Мірсаід, потрапивши до радянських прикордонників, за вироком суду направляється в колонію суворого режиму. Йому вдається приховати місце знаходження схованки, де зберігається план-карта. Незабаром кордон успішно переходять нові агенти — Лойнаб і Гулям. Їх мета проста: відвідати Мірсаіда в колонії, дізнатися місце знаходження схованки і взяти заховану карту. Чекісти надають їм поки що повну свободу дій…

## У ролях
- Вадим Медведєв —  генерал Сергій Грибов
- Олександр Пархоменко —  майор КДБ Григорій Кравцов  (озвучив Павло Морозенко)[1]
- Олексій Ейбоженко —  майор Бахин
- Борис Ставицький —  Ібрагім
- Ірина Скобцева — Анна Блоу
- Юхим Копелян — Джафар[2]
- Євген Шах — прапорщик
- Отар Коберідзе —  Лойнаб
- Борис Голдаєв —  Мірсаід
- Антоніна Лефтій —  Зульфія[3]
- Олександр Биструшкін —  Гулам
- Віктор Верхоглядов —  Майк
- Гіві Джаджанідзе —  Гасанов
- Георгій Бабенко —  попутник
- Артем Карапетян — полковник
- В'ячеслав Воронін — Гашимов
- Дмитро Миргородський — Рахім
- Микола Олійник — майор Алексєєв[4]
- Іван Переверзєв — тренер
- Лев Окрент — Анвар
- Микола Дупак — полковник
- Олександр Барушний — резидент
- Олександр Короткевич — епізодична роль
- Георгій Рибаков — епізодична роль
- Герман Сизов Герман — епізодична роль
- Коте Даушвілі — епізодична роль
- Іван Симоненко — міліціонер (немає у титрах)
- Володимир Клунний — міліціонер (немає у титрах)

## Творча група
- Режисер-постановник: Григорій Кохан
- Режисер: Григорій Зільберман
- Сценаристи: Олексій Нагорний, Гелій Рябов
- Оператор-постановник: Фелікс Гілевич
- Оператори: О. Глущук
- Художник-постановник: Олександр Кудря, Надір Зейналов
- Художник-костюмер: Л. Коротченко
- Гример: А. Дубчак
- Звукооператор: Георгій Салов
- Композитор: Олександр Зацепін, Павло Сальников
- Текст пісень: Леонід Дербеньов
- Виконавці пісень: Софія Ротару («Кохання одне»), Валерій Ободзинський («Міраж»), Володимир Трошин («Вечір пропливає над заставою»)
- Редактор: Т. Колесниченко
- Директори: Юліан Файнер, Давид Яновер